# Enrique y Ana
Enrique y Ana foi um duo musical espanhol do final dos anos 70 (criado em 1977) e princípio de los anos 80, formado por Ana Anguita Shivers, com 8 anos no início, e Enrique del Pozo, com 20. Lançaram vários discos e um filme chamado Las aventuras de Enrique y Ana dirigida por Tito Fernández. O próprio Del Pozo compunha alguns temas.
O grupo brasileiro Balão Mágico gravou versões de várias de suas músicas, inclusive de Mi amigo Félix dedicada ao naturalista Félix Rodríguez de la Fuente, com letra de Gloria Fuertes.
Se separaram em 1983.